# Henric Alfredsson
Johan Henric Alfredsson, född 1 april 1979 i Backa församling i Göteborg, är en svensk före detta professionell ishockeyspelare (forward). Han är yngre bror till ishockeyspelaren Daniel Alfredsson.
Henric spelade 9 elitseriematcher (inklusive slutspel) för Västra Frölunda HC säsongen 1997-98.